# عريدة (الدوادمي)
عريدة، هي قرية من فئة (ب) تقع في محافظة الدوادمي، والتابعة لمنطقة الرياض في السعودية. وتبعد عريدة عن محافظة الدوادمي بمسافة تقارب () كم.